# Come to My Garden
Come to My Garden es el primer álbum de estudio de la cantautora estadounidense Minnie Riperton. Fue publicado en septiembre de 1970 a través de GRT Records.

## Recepción de la crítica
El crítico de Audiophile Review, Mark Smotroff, describe Come to My Garden como “lo que podría haber sucedido si Minnie hubiera organizado un pícnic de soul drogado con Jimmy Webb, The Fifth Dimension, Laura Nyro y Barbara Streisand”. El crítico de LAPL Blog, Aaron M. Olson, lo llamó “una obra maestra musical nadando en imágenes psicodélicas de los años 1960 rodeada de grandes arreglos con una sección rítmica de R&B ajustada en su centro”. Marlon Toner-McLachlan, crítico de The Wombat Post, elogió la estructura del álbum y lo describió como “exuberante y vibrante”.

## Lista de canciones
Todas las canciones escritas y compuestas por Charles Stepney y Richard Rudolph, excepto donde esta anotado. 
| Lado uno |                                        |          |  |
| N.º      | Título                                 | Duración |  |
| 1.       | «Les Fleurs»                           | 3:17     |  |
| 2.       | «Completeness» (Stepney, Rose Johnson) | 3:33     |  |
| 3.       | «Come to My Garden» (Rudolph)          | 3:21     |  |
| 4.       | «Memory Band» (Stepney)                | 4:08     |  |
| 5.       | «Rainy Day in Centerville»             | 5:25     |  |

| Lado dos |                                                   |          |  |
| N.º      | Título                                            | Duración |  |
| 1.       | «Close Your Eyes and Remember»                    | 3:42     |  |
| 2.       | «Oh, By the Way»                                  | 3:55     |  |
| 3.       | «Expecting» (Stepney, Jon Stocklin)               | 3:04     |  |
| 4.       | «Only When I'm Dreaming» (Stepney, Sidney Barnes) | 3:27     |  |
| 5.       | «Whenever, Wherever» (Stepney, Johnson)           | 3:33     |  |

## Posicionamiento
| Gráficas (1974)                | Pico de posición |
| ------------------------------ | ---------------- |
| Estados Unidos (Billboard 200) | 160              |